# Кэмпбелл, Глен
Глен Кэмпбелл (англ. Glen Campbell; 22 апреля 1936 — 8 августа 2017) — американский актёр, певец и гитарист, ранние записи которого способствовали размыванию границ между кантри-музыкой и традиционной эстрадой. Обладатель премии «Грэмми» за лучший альбом 1968 года.

## Биография
В середине 1960-х годов Кэмпбелл был едва ли не самым востребованным сессионным гитаристом не только в Калифорнии, но и в мире американской поп-музыки в целом. Его гитару можно услышать на таких прославленных записях, как «Strangers in the Night» Фрэнка Синатры, «You’ve Lost That Lovin' Feeling» дуэта The Righteous Brothers, «I’m a Believer» группы The Monkees. Он работал вместе с Элвисом Пресли и фолк-рок-коллективом The Mamas & the Papas, а в 1965 году гастролировал в составе The Beach Boys в качестве полноправного участника группы.
Обладая красивым, запоминающимся голосом, Кэмпбелл стал задумываться о карьере вокалиста. Его первые синглы не пользовались спросом — хотя автором одного из них был Брайан Уилсон из Beach Boys. Долгожданный успех пришёл в 1967 году, когда Кэмпбелл записал «Gentle On My Mind» — глубокую, оптимистичную песню в стиле Боба Дилана, которая вошла в золотой фонд кантри-музыки.
С этого времени начинается сотрудничество певца с популярным автором песен Джимми Уэббом, который написал для него такие выдающиеся хиты, как «By the Time I Get to Phoenix» (1967), «Wichita Lineman» (1968) и «Galveston» (1969). В этих песнях традиционные для музыки кантри мотивы и образы органично вписываются в роскошную оркестровку, характерную для американской эстрады тех лет.
Совместные работы Уэбба и Кэмпбелла до сих пор можно встретить во многих списках наиболее значительных песен XX столетия. В 1960-е годы они произвели большое впечатление на боссов музыкальной индустрии США и были восприняты как новое слово в популярной музыке. В 1967 году Американская академия звукозаписи удостоила Кэмпбелла премий «Грэмми» как в кантри-, так и в поп-номинациях — что свидетельствовало о зарождении тенденции к сближению этих двух направлений.
К 1969 году Глен Кэмпбелл достиг пика своей популярности. У него была собственная передача на телевидении, а легендарный Джон Уэйн пригласил его сыграть в одном из своих вестернов и написать для него песню, которая впоследствии была удостоена номинации на «Оскар». В 1975 году жизнерадостный сингл «Rhinestone Cowboy» достиг первой строчки в Billboard Hot 100: только в Америке было продано более двух миллионов копий. Два года спустя был выпущен последний крупный хит Кэмпбелла — «Southern Nights».
В 1976 году Кэмпбеллу исполнилось сорок лет. Артист чувствовал, что самая яркая полоса его жизни была в прошлом. Новые песни в его исполнении всё реже попадали в чарты. Он стал крепко выпивать, пристрастился к наркотикам. Кэмпбелл женился на Кимберли Ким Вуллен в 1982 году. В начале 1990-х Кэмпбелл прошёл курс лечения, выпустил автобиографию и открыл музыкальный театр в штате Миссури. В 2011 году у Кэмпбелла была диагностирована болезнь Альцгеймера. 8 августа 2017 года он скончался.